# Bortelid

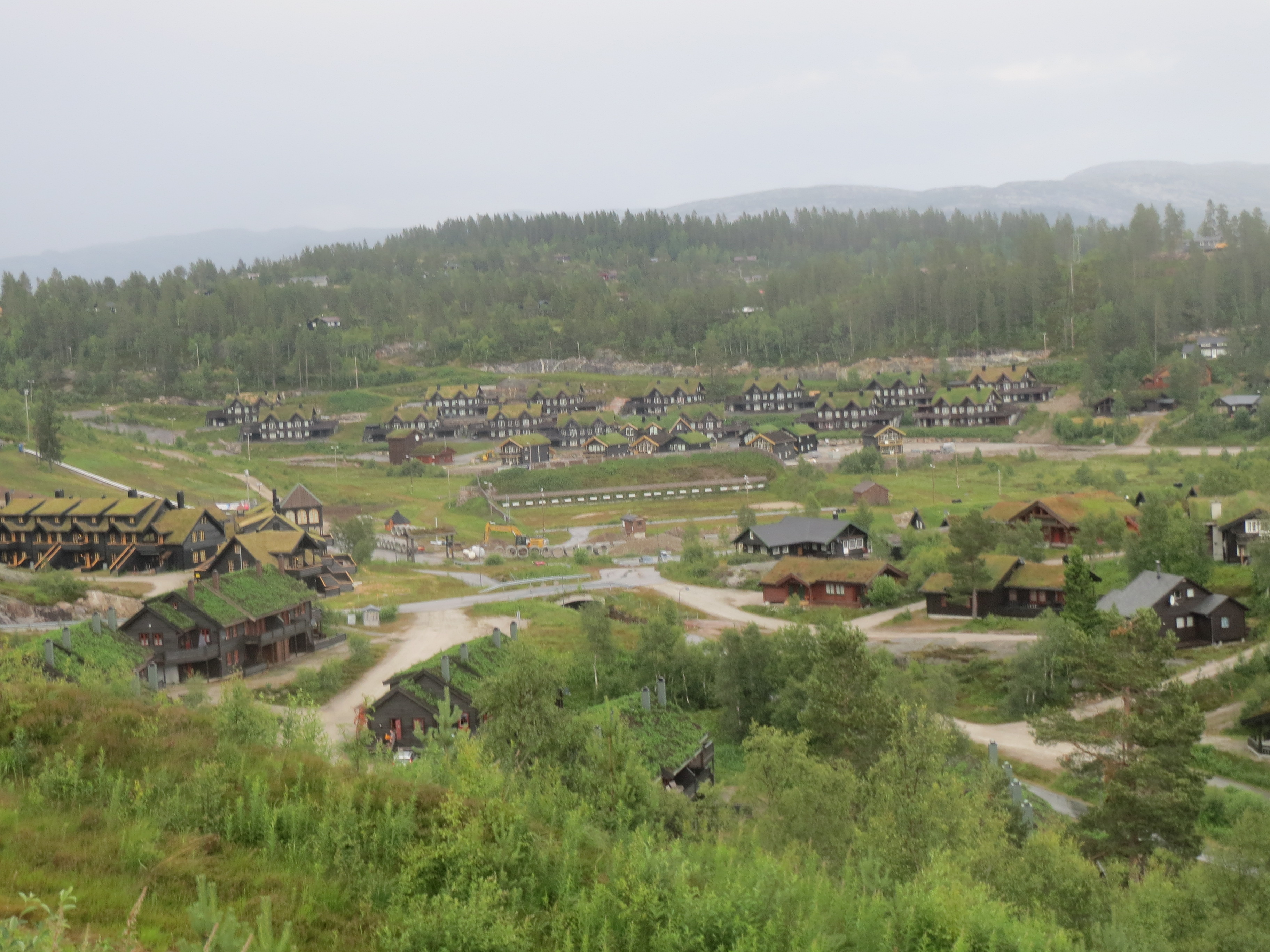
Hütten in Bortelid

Bortelid ist ein Dorf in der norwegischen Kommune Åseral in der Provinz Agder.

## Lage
Das Dorf liegt an der Westseite des Sees Juvatn im nordöstlichen Teil der Kommune Åseral. Das Berggebiet von Bortelid ist Teil des Setesdalsheiene-Gebirges und beherbergt eines der südlichsten Skigebiete Norwegens (eines der drei Skicenter in Åseral).

## Tourismus
Das Gebiet um Bortelid ist reich an Ferienhäusern – über 1000 Hütten und Wohnungen. In der Vergangenheit war Bortelid ein abgelegenes Tal, in dem einige kleine Milchviehbetriebe betrieben wurden, heute konzentriert sich die Wirtschaft auf den Tourismus und die Freizeitaktivitäten im Skizentrum. Die Skigebiete befinden sich etwa 800 m über Meeresspiegel.
Es gibt eine Biathlon-Arena und mehrere Langlaufstrecken ausgehend vom Ortszentrum. Während der Wintersaison verkehren in Bortelid täglich Busse und samstags Skibusse. Auch im Sommer wird Bortelid für Aktivitäten wie Bergwandern, Angeln, Schwimmen, Kanufahren und Mountainbiking genutzt.